# Segunda Batalha de Faluja

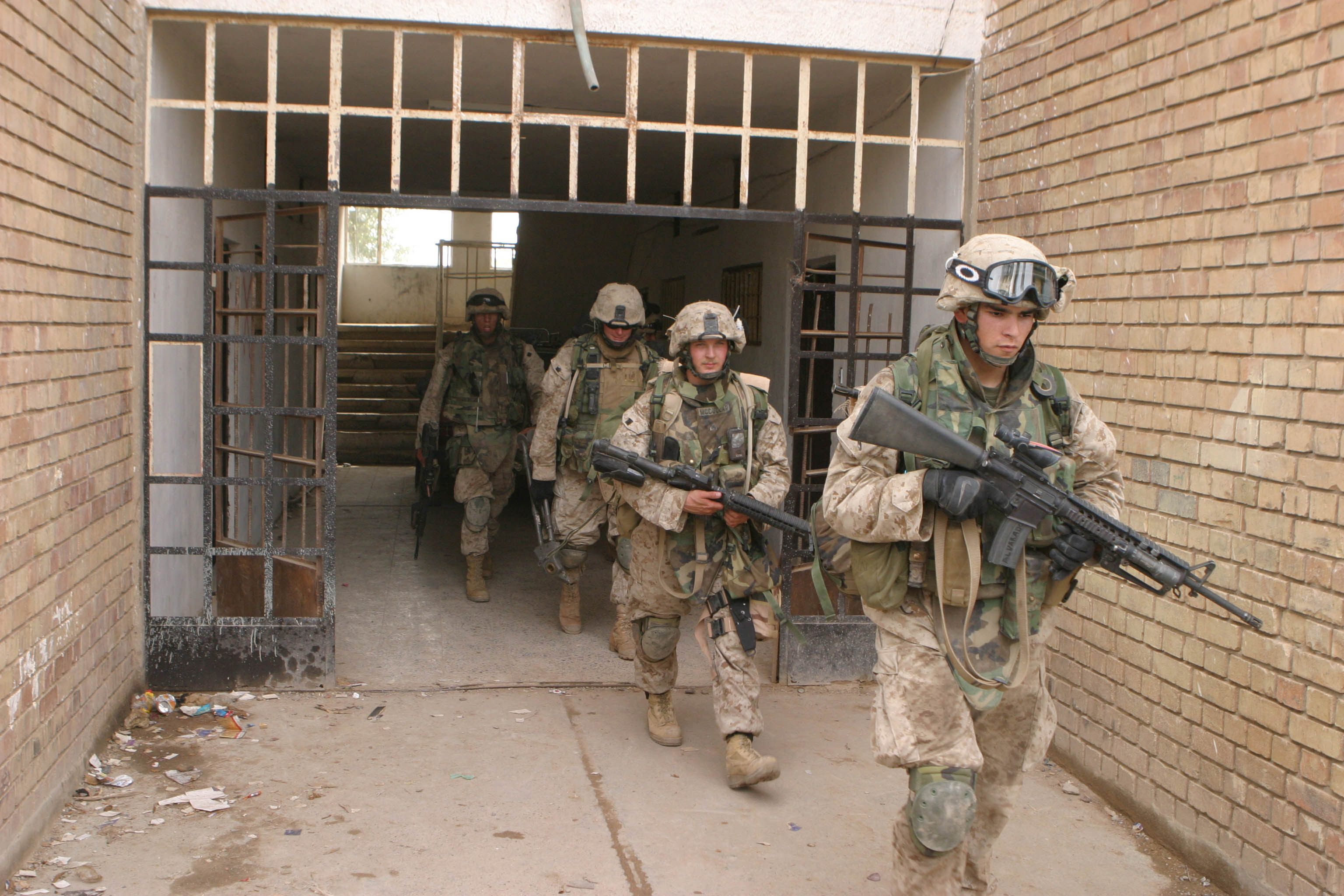
Militares americanos vasculhando casas em Faluja, 2004

A Segunda Batalha de Faluja  — codinome Operation Al-Fajr (em português: "Operação Amanhecer") e Operation Phantom Fury (Operação Fúria Fantasma) — foi uma grande operação militar das tropas da Coalizão (Estados Unidos, Iraque e Reino Unido) que aconteceu entre novembro e dezembro de 2004 e é considerada a maior e mais sangrenta batalha da Guerra do Iraque. A batalha foi liderada pelos Fuzileiros Navais dos Estados Unidos, com apoio do batalhão "Guarda Negra" do Exército Britânico e das Forças Armadas do Iraque, e o principal objetivo era expulsar a insurgentes iraquianos da cidade de Faluja. Os militares americanos chamaram a batalha de "o maior combate urbano que os marines americanos enfrentaram desde a Batalha da cidade de Huế City, durante a Guerra do Vietnã em 1968."
Esta foi a segunda grande operação realizada em Faluja. Meses antes, em abril de 2004, foi travada a Primeira Batalha de Faluja, que teve por objetivo capturar ou matar os insurgentes responsáveis pela morte dos seguranças da empresa militar Blackwater. Essa operação terminou em um impasse, com as tropas americanas se retirando da cidade com o acordo com o governo local de colocar uma força de segurança local.
Entretanto, as forças de segurança não foram capazes de manter a cidade, que se tornou uma base importante das forças insurgentes, sendo formada principalmente pela Al-Qaeda no Iraque. A Coalizão então montou uma segunda ofensiva, cercando a cidade e começando o bombardeio de todos veículos com armas e armamentos expostos. Os civis começaram a fugir da cidade, com cerca de 70-90% da população escapando. O ataque da Coalização se tornou uma batalha brutal de combate urbano, com os insurgentes e forças americanas lutando casa por casa. Após mais de um mês intenso de batalha, a cidade foi relativamente pacificada e o controle da cidade começou a ser transferido para as forças iraquianas locais. É a batalha que viu mais baixas dentre as forças americanas durante a guerra.
Considerada a maior batalha da Guerra do Iraque até então, os americanos viram-se lutando apenas contra insurgentes jihadistas islamistas e não contra lealistas do Partido Baath e apoiadores do regime de Saddam, o que não acontecia muito naquela época. A partir desta batalha as forças insurgentes jihadistas se tornaram mais comuns.

## Fotos da batalha

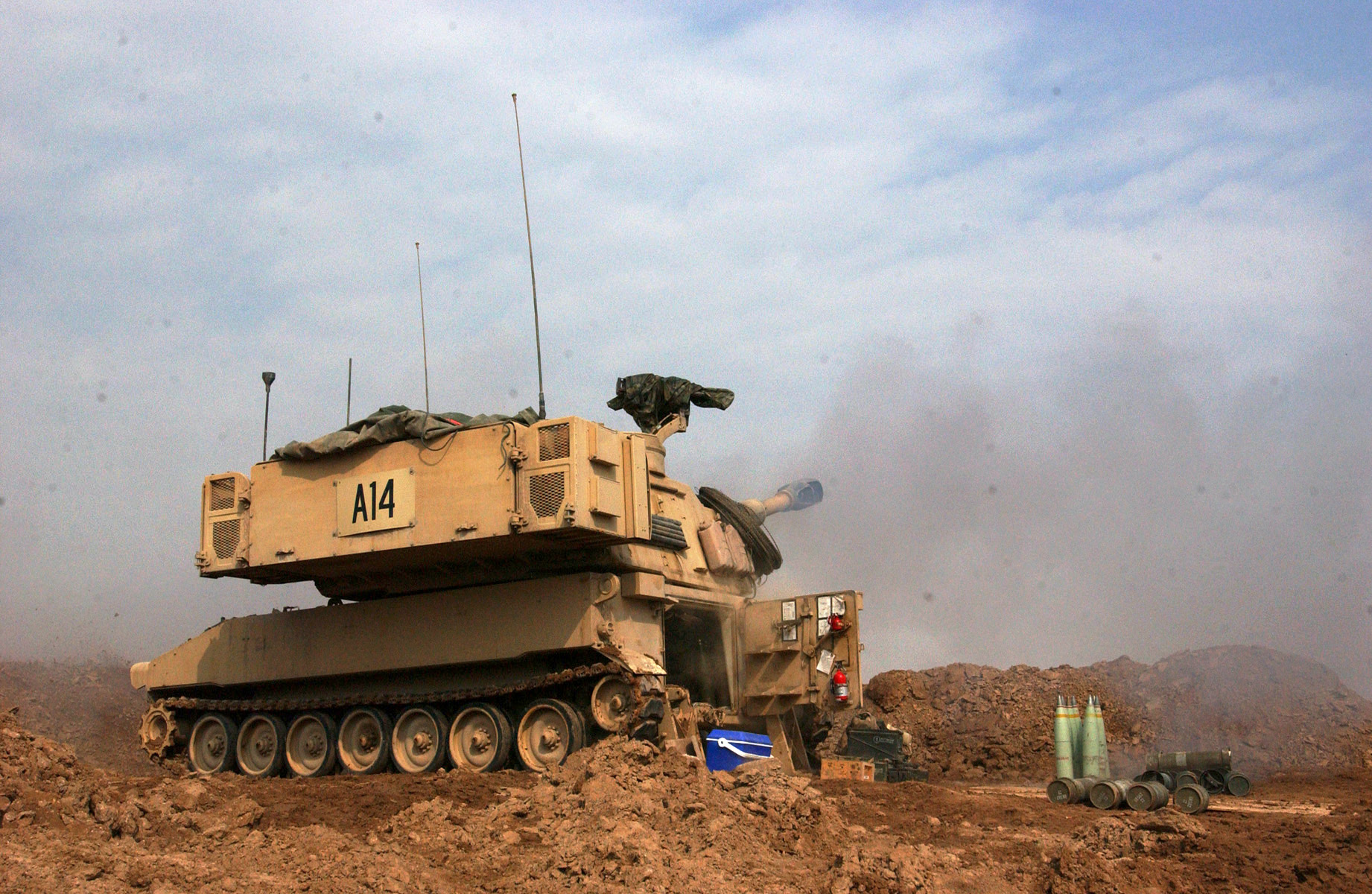
Um tanque M-109A6 da Bateria Alpha do 3º Batalhão, dispara contra insurgentes em Faluja, Iraque.
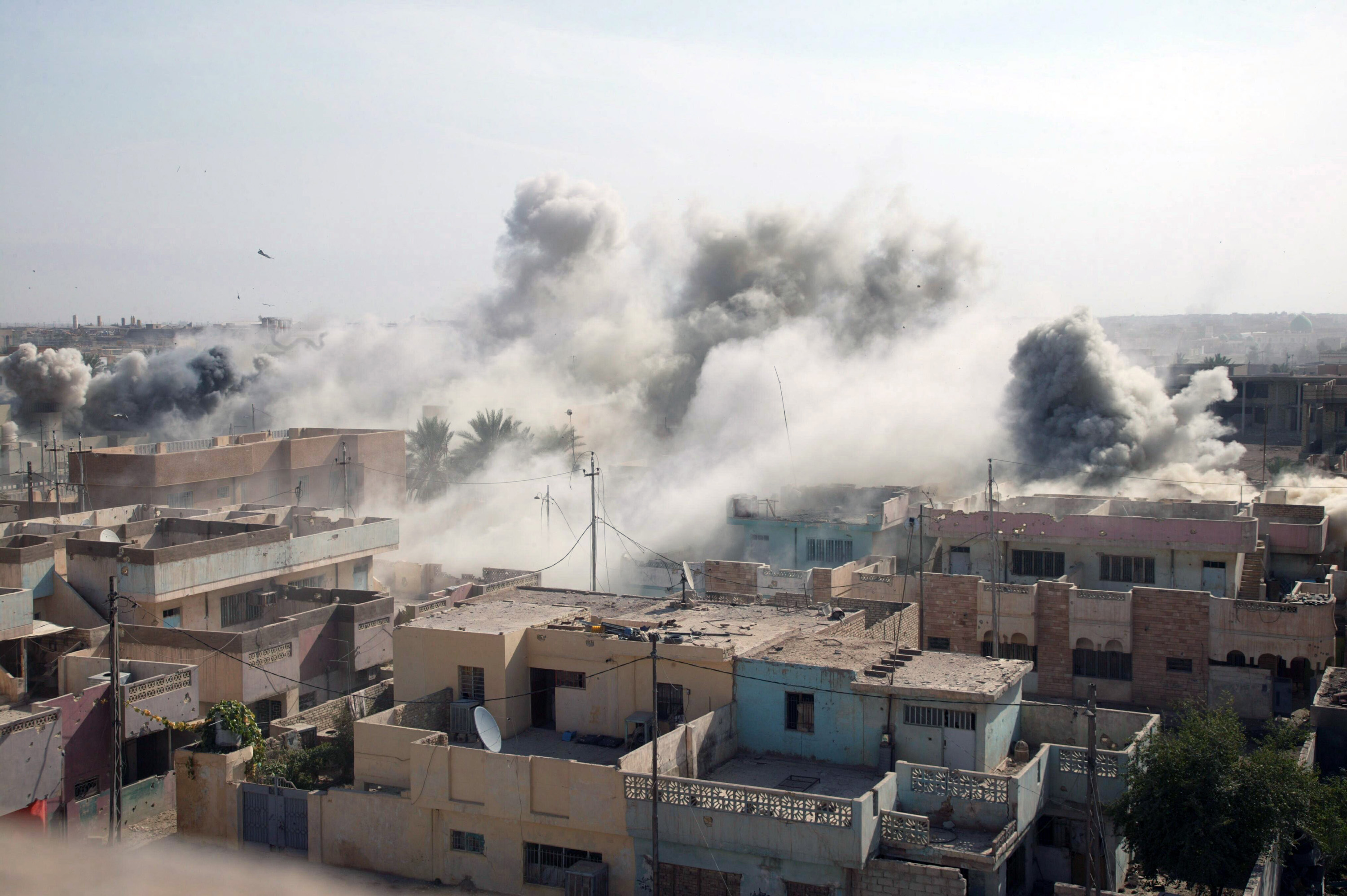
Aviões e helicópteros americanos bombardeiam posições rebeldes na cidade.
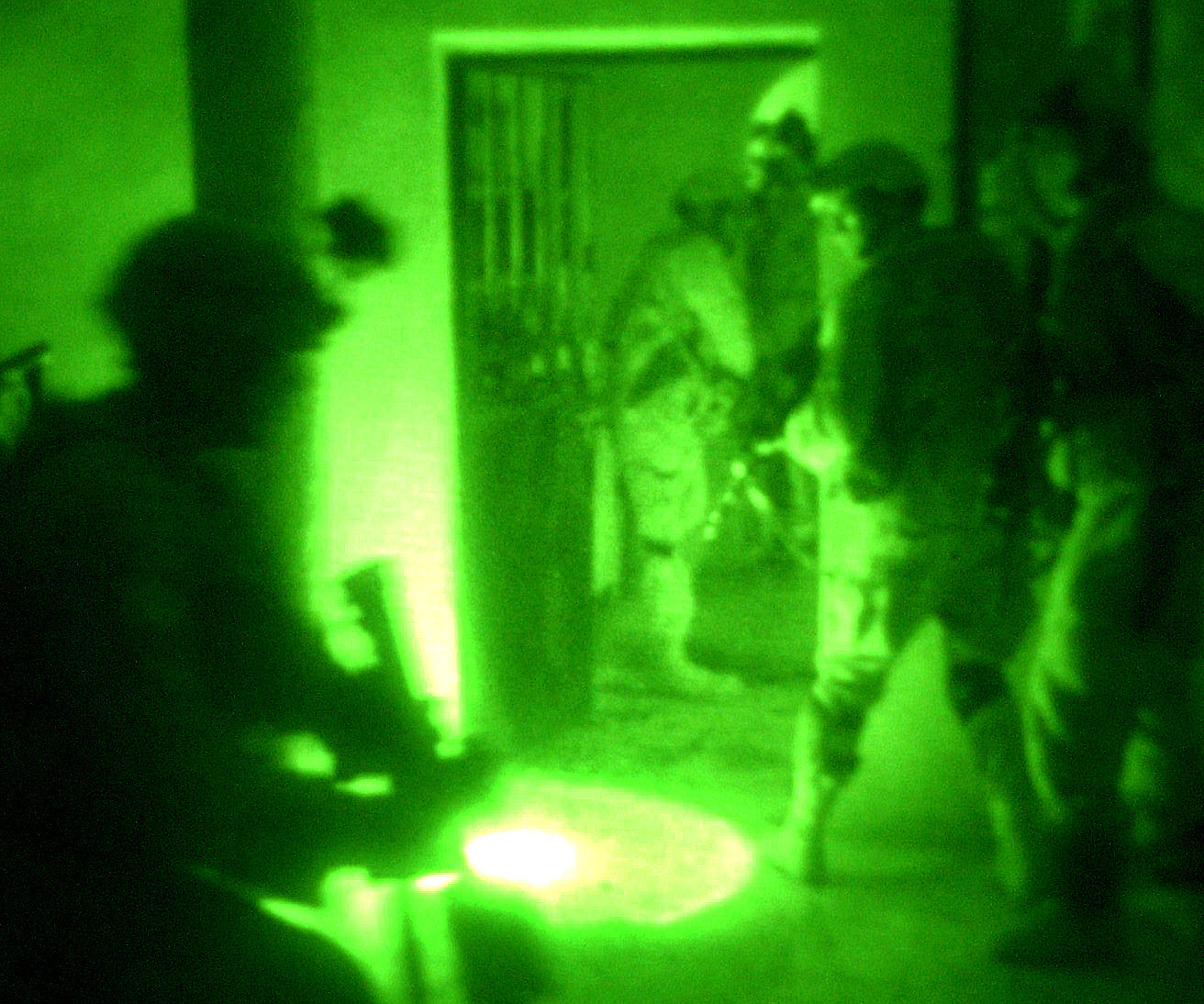
Paraquedistas da 82ª Divisão Aerotransportada vasculham casas em Faluja por rebeldes.
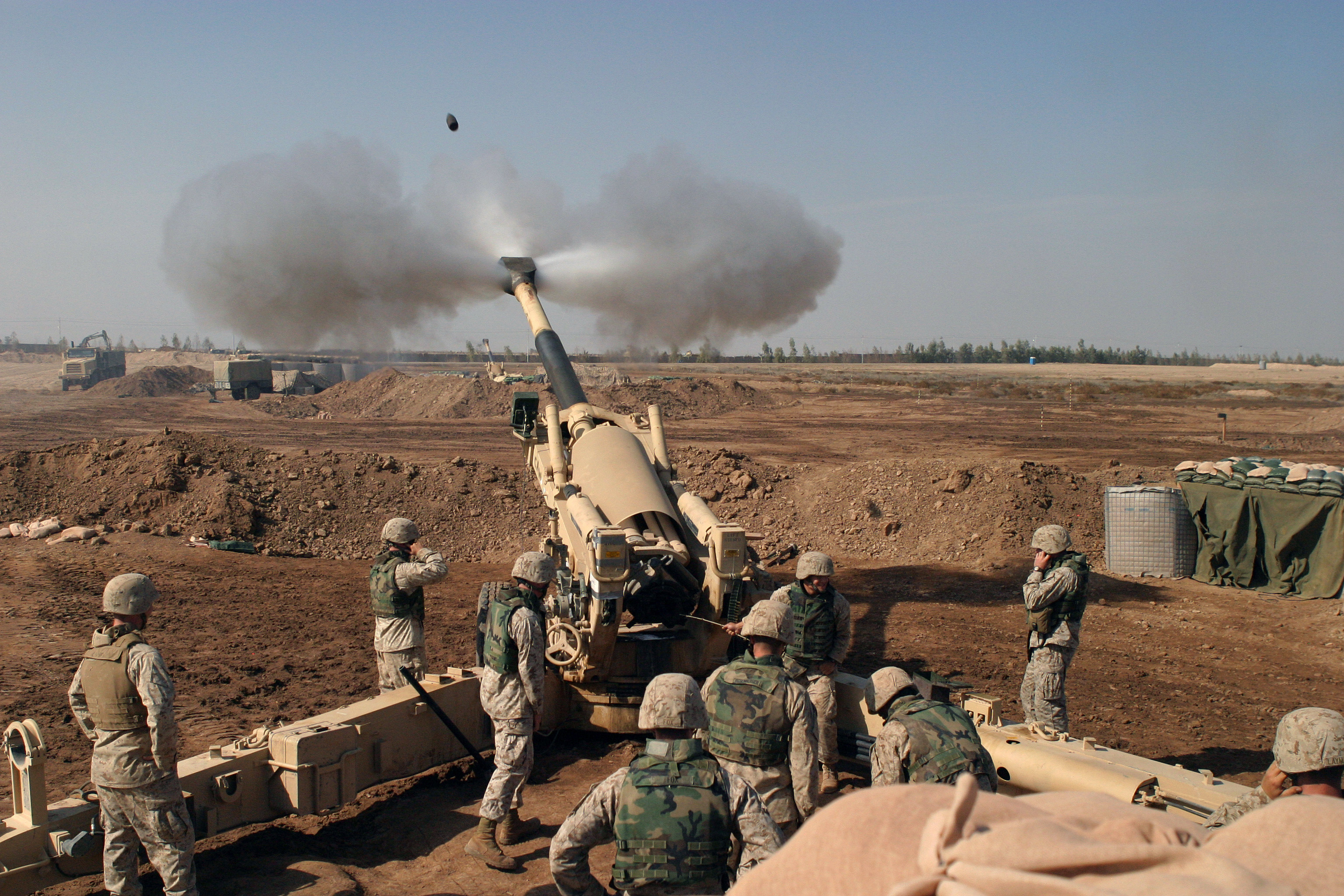
Fuzileiros do 4º Batalhão disparando um canhão durante os combates.
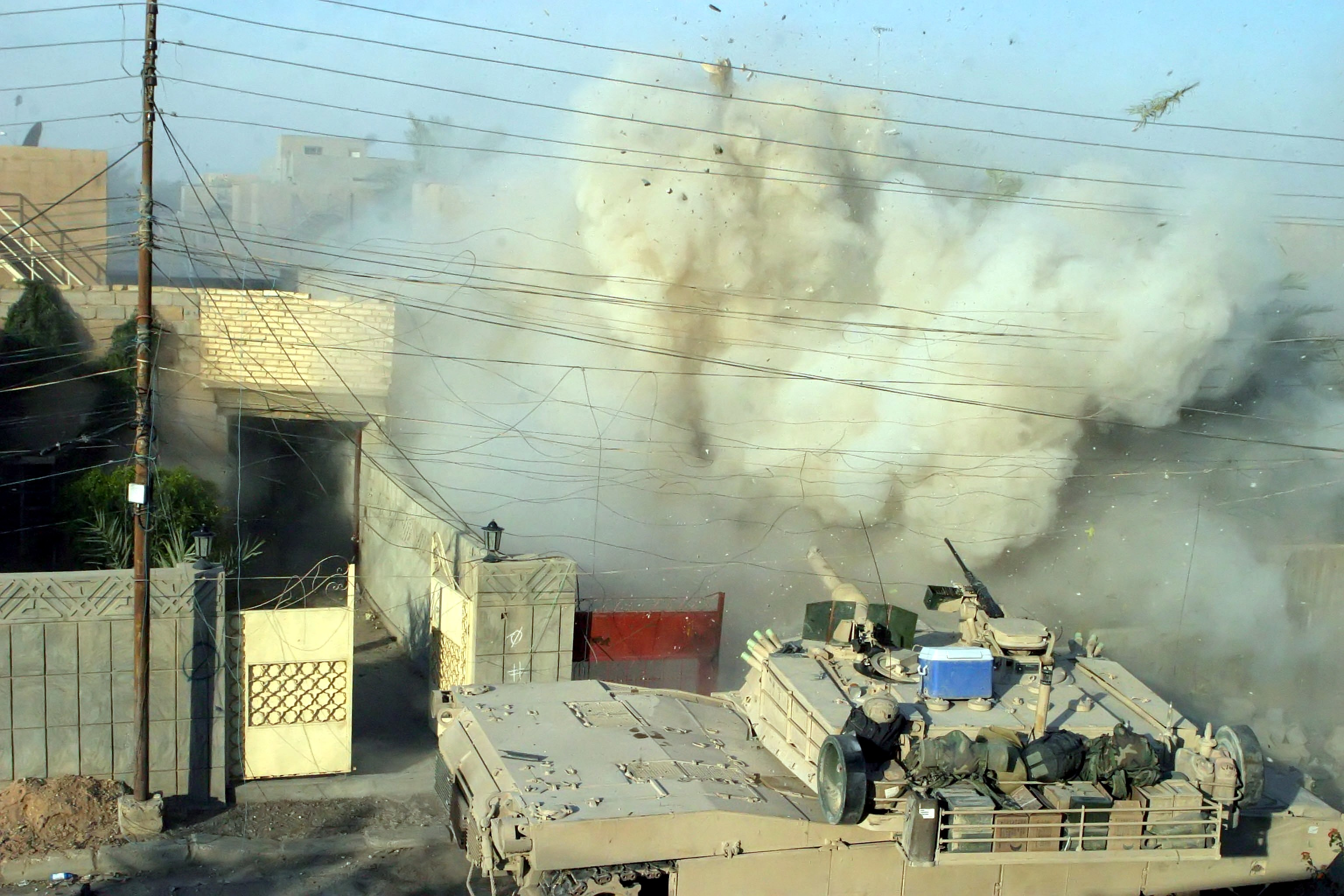
Um tanque americano M1A1 Abrams dispara contra uma casa ocupada por insurgentes em Faluja.
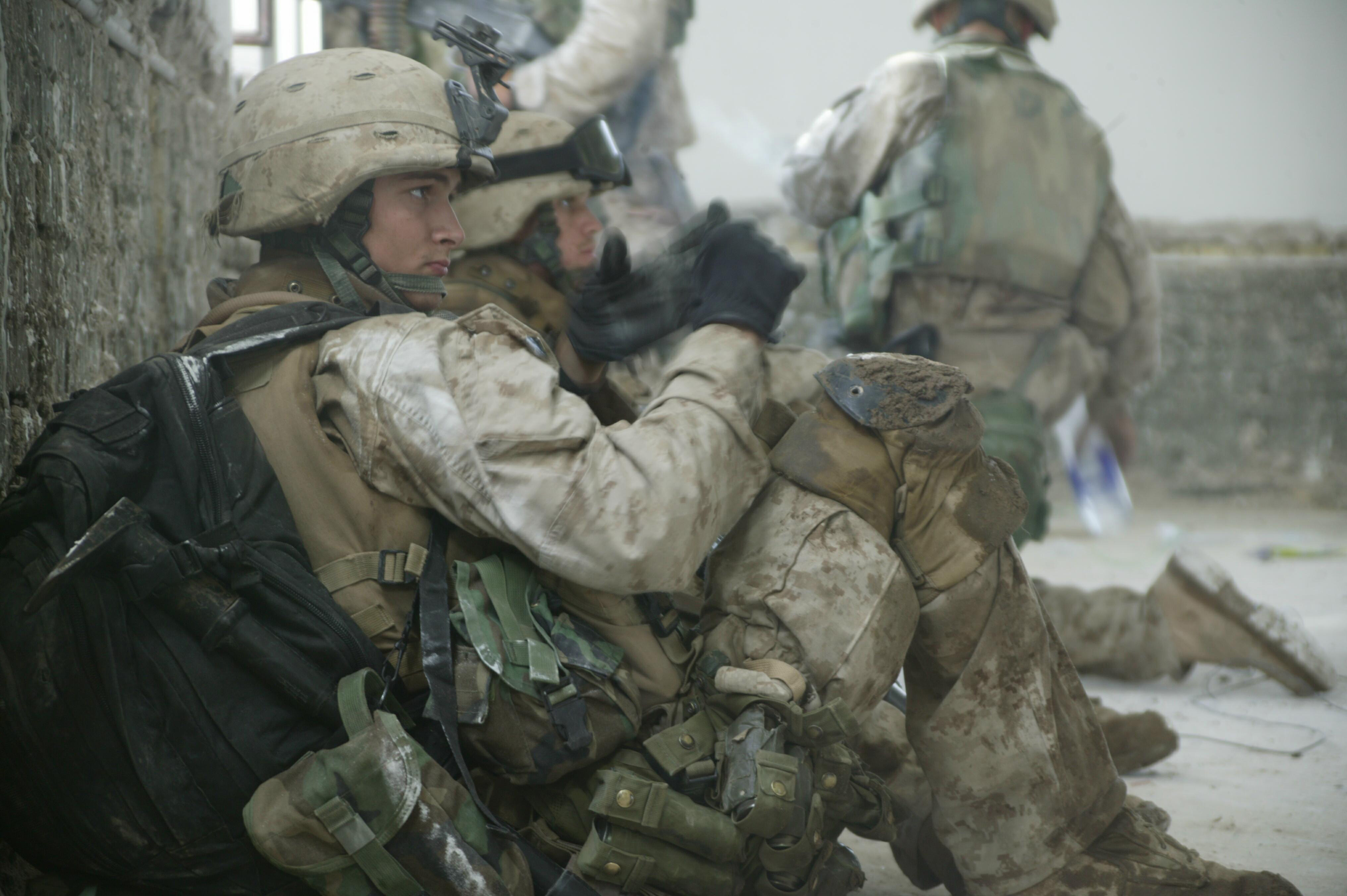
Militares americanos em Faluja.